# Opel Regent
Der Opel 24/110 PS Regent ist ein auf der 21. Internationalen Automobilausstellung vom 8. bis 18. November 1928 in Berlin vorgestelltes Oberklasseautomobil der Adam Opel KG (AG ab Dezember 1928).
In manchen Prospekten und Werbeannoncen wurde das Fahrzeug auch als 23/110 PS bezeichnet.

## Geschichte
Der Regent wurde 1928 von Geheimrat Wilhelm von Opel auf der Berliner Automobilausstellung präsentiert und war zunächst, wie damals üblich, nur als Fahrgestell für einen Preis von 14.000 Reichsmark (RM) erhältlich. Damit war der Regent deutlich günstiger als die Konkurrenz mit beispielsweise dem Cadillac Series 341 oder dem Horch 8 Typ 500. Als neues Flaggschiff der Opel-Modellpalette war der Regent oberhalb der großen Sechszylindermodelle 12/50 PS und 15/60 PS positioniert.
Später bot Opel auch werkseigene Karosserien an, nämlich einen offenen siebensitzigen Tourenwagen für 18.500 RM, einen Roadster für 19.000 RM und eine Pullman-Limousine für 20.000 RM. Das entsprach ungefähr dem Wert von zehn Opel 4 PS-Kleinwagen.
Die Preise für Sonderkarosserien waren nach oben offen.
Fritz von Opel gewann 1928 mit einem Regent Coupé den ersten Preis bei einer Schönheitskonkurrenz in Baden-Baden.
Im März 1929 übernahm General Motors 80 % des Aktienkapitals der Adam Opel AG. Da GM eine zu starke Konkurrenz für die Spitzenmodelle seiner eigenen Marken Cadillac und Buick befürchtete, mussten alle 25 bis dahin verkauften Modelle zum vollen Kaufpreis zurückgenommen und verschrottet werden – ein „einmaliger Vorgang in der Automobilgeschichte“ (Eckhart Bartels). Zusammen mit den produzierten Fahrzeugen wurden auch beinahe alle Konstruktionsunterlagen vernichtet.
Aufgrund der Verschrottung sämtlicher Opel 24/110 PS ist kein Wagen museal vorhanden. Nur wenige Bilder sind erhalten.

## Antrieb und Technik
Der Opel Regent hatte einen Achtzylinder-Reihenmotor mit 5972 cm3 Hubraum (Bohrung × Hub: 89 × 120 mm), der 110 PS (81 kW) bei 3200 min−1 und 23,6 mkp (231 Nm) bei 2800 min−1 abgeben konnte. Dieser Motor war der erste (und einzige) von Opel selbst konstruierte Achtzylinder in einem Serienautomobil und basierte laut Verkaufsprospekt auf einem Rennmotor von 1921.
Er hatte Druckumlaufschmierung, „in Öl geführte“ stehende Ventile, eine neunfach gelagerte Kurbelwelle, einen Doppelsteigstromvergaser und Doppelzündung. Der Zylinderkopf war abnehmbar. Zylinderblock und die Kolben waren aus Grauguss, das Kurbelgehäuse aus Silumin. Nockenwelle, Lichtmaschine und Wasserpumpe wurden von einer Rollenkette angetrieben.
Die Kraft wurde von einer Mehrscheiben-Trockenkupplung, einem Dreigang-Getriebe und einer Antriebswelle mit Gewebescheibengelenken auf die Hinterachse übertragen. Als Höchstgeschwindigkeit wurden 100 km/h angegeben.
Mit dem gegen 1.000 Mark Aufpreis erhältlichen, zuschaltbaren Schnellgang von Maybach hatte der Wagen effektiv 6 Vorwärts- und 2 Rückwärtsgänge, die Höchstgeschwindigkeit erhöhte sich damit auf 130 km/h.
Der Regent hatte einen Pressstahl-Tiefrahmen zur Verbesserung der Schwerpunktlage, Schneckenlenkung und fuhr auf Holzspeichenrädern der Dimension 5 × 20″ mit Niederdruckballonreifen von Continental. An allen Rädern gab es Servo-Trommelbremsen, die hydraulisch betätigt wurden, die Handbremse wirkte auf das Getriebe. Die Radaufhängung bestand vorne und hinten aus einer Starrachse an Halbelliptikfedern und Öldruck-Stoßdämpfern; Karosserie-Aufnahmepunkte und der Motor waren gummigelagert. Wegen des hohen Gewichts von 2,1 t – das Fahrgestell alleine wog schon 1550 kg – war er zudem mit vier eingebauten hydraulischen Heberut-Wagenhebern ausgestattet.
Mit Standardkarosserie war der Regent 5,40 m lang und 1,83 m breit. Der Radstand betrug immer 3,70 m.

## Opel 1,8 LiterRegent
Der Name Regent wurde später auch für die Luxusvarianten des 1931 vorgestellten Sechszylindermodells Opel 1,8 Liter verwendet.